# Jekaterina Barkalova
Jekaterina Barkalova (født 5. juni 1995 i Kropotkin, Rusland) er en kvindelig russisk håndboldspiller som spiller for HK Kuban Krasnodar og Ruslands kvindehåndboldlandshold.